# Laško
Laško este un oraș din comuna Laško, Slovenia, cu o populație de 4.619 locuitori.